# Санетти, Хавьер
Хавье́р Адельма́р Сане́тти (исп. Javier Adelmar Zanetti; род. 10 августа 1973 года в Док-Суд провинции Буэнос-Айрес, Аргентина) — аргентинский футболист, фланговый защитник и полузащитник.
Хавьер Санетти — бывший капитан сборной Аргентины. В составе «альбиселесте» Хавьер принял участие в двух чемпионатах мира (1998, 2002), пяти Кубках Америки (1995, 1999, 2004, 2007, 2011), двух Кубках конфедераций (1995, 2005), а в 1996 году в составе олимпийской команды стал серебряным призёром футбольного турнира в Атланте.
Является легендой и символом миланского «Интернационале», долгие годы был капитаном команды. Номер 4 навечно закреплён за Санетти в «Интере». Является рекордсменом по количеству проведённых матчей за «нерадзурри», одновременно Санетти является рекордсменом итальянской Серии A среди иностранных игроков по количеству проведённых матчей. Был включён Пеле в список ФИФА 100.
Он играл почти до самой старости и уже в большом возрасте получил травму разрыв ахилла, но он смог восстановиться и вернуться на поле и дальше показывать свой уровень игры. Закончил Саннети карьеру в 41 год.

## Биография

### Ранние годы
Хавьер Адельмар Санетти родился в юго-восточном предместье Буэнос-Айреса и вырос в промышленном районе Док-Суд муниципалитета Авельянеды. Учёбу в школе он совмещал с подработками, помогая своему отцу-каменщику. Кроме того, Хавьер помогал своему двоюродному брату в продуктовом магазине и работал разносчиком молока. Однако в свободное время Хавьер всегда старался играть в футбол на местных площадках.

### «Тальерес» и «Банфилд»
После того, как Санетти не удалось закрепиться в молодёжной команде «Индепендьенте», одного из двух грандов города Авельянеды, молодой футболист подписал контракт со скромным клубом «Тальерес» из Ремедиос-де-Эскалада, который в 1992 году выступал во Втором дивизионе чемпионата Аргентины (Примера B Насьональ). В этой же команде начинал профессиональную карьеру в 1985 году (и выступал до 1988 года) старший брат Хавьера Серхио. Свой первый сезон в профессиональном футболе Хавьер провёл очень успешно — несмотря на то, что «Тальерес» финишировал на 14-м месте, защитник сыграл в 33 матчах первенства из 42. Дебютант даже сумел отличиться одним забитым голом в ворота соперника. По окончании сезона, Санетти перешёл в «Банфилд», который как раз стал чемпионом второго дивизиона сезона 1992/1993 и готовился к старту в элите аргентинского футбола.
Дебют 20-летнего Санетти за «Банфилд» состоялся 12 сентября 1993 года в домашнем матче против «Ривер Плейта» (0:0). Через 17 дней Санетти забил свой первый гол за «дрелей» в ворота «Ньюэллс Олд Бойз» (1:1). За свою уверенную игру, Санетти довольно быстро завоевал популярность у болельщиков «Банфилда». Банфилд уверенно (для дебютанта) провёл сезон, финишировав на 9-м месте в Апертуре 1993 и на 8 месте — в Клаусуре 1994 года. В первом чемпионате клуб занял 4-е место по наименьшему числу пропущенных голов в турнире (17 в 19 играх) — столько же пропустил чемпион Апертуры «Ривер Плейт». В межсезонье зимой 1994 года за Санетти вели борьбу «Бока Хуниорс» и «Ривер Плейт», но он предпочёл остаться в стане «бело-зелёного» клуба ещё на один год.
Второй сезон в «Банфилде» для Хавьера был ознаменован вызовом в национальную сборную Аргентины. 16 ноября 1994 года Санетти под руководством тренера Даниэля Пасареллы сыграл против сборной Чили. Всего до переезда в Европу Хавьер успел сыграть за «альбиселесте» в 15 матчах, в которых он забил 1 гол (в ворота сборной Словакии 22 июня 1995 года). «Банфилд» же за этот сезон не добился серьёзного прогресса — в Апертуре 1994 он вновь был восьмым, а в Клаусуре 1995 — тринадцатым.

### «Интернационале»

#### 1995/96
В 1995 году Санетти вместе со своим соотечественником Себастьяном Рамбертом перешёл в итальянский «Интернационале». Это была первая покупка игрока для нового президента «Интера» Массимо Моратти. И если Рамберт, после сезона, в котором он так и не дебютировал за итальянскую команду, был вынужден покинуть «Интер», то Санетти суждено было стать одним из самых уважаемых и заслуженных игроков в истории этой команды.

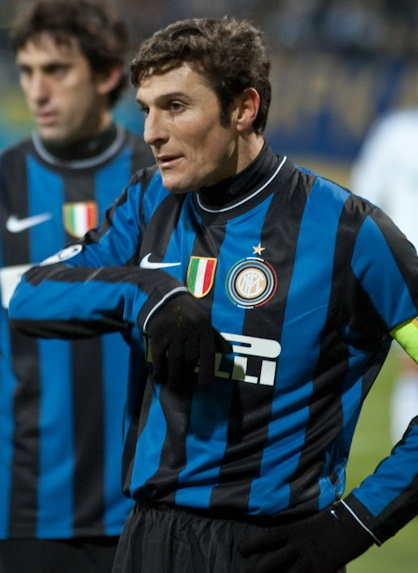
Санетти в «Интере» (2009). На заднем плане — партнёр, тоже аргентинец Диего Милито.

Дебют Санетти за новую команду состоялся 27 августа 1995 года в домашней игре против «Виченцы». В первом же сезоне Санетти стал игроком основы своего нового клуба. Он сыграл в 32 матчах чемпионата Италии, в которых забил два гола, причём оба — в ворота клуба «Кремонезе». Первый гол Хавьер забил в 12 туре 3 декабря 1995 года, на 19-й минуте открыв счёт во встрече, закончившейся в итоге 2:0 (ещё один гол на счету Маурицио Ганца). В 29 туре «Интер» проводил выездной поединок. Пол Инс открыл счёт, однако игрок «Кремонезе» Андреа Тентони в начале первого тайма счёт сравнял. Он же забил и второй гол своей команды на 82-й минуте, но к тому моменту Санетти на 55-й и другой защитник, Алессандро Пистоне, на 79-й минуте, сделали счёт 3:1. Гол Марко Бранки установил окончательный счёт в игре — 4:2. Также Санетти сыграл в двух матчах Кубка УЕФА, но итальянская команда выступила крайне неудачно, вылетев из турнира на первой же стадии турнира (1/32 финала), уступив по сумме двух матчей швейцарскому «Лугано» (ничья 1:1 в гостях и домашнее поражение 0:1). В Кубке Италии Санетти сыграл в пяти из шести проведённых «Интером» матчей. Команда дошла до полуфинала турнира, но там уступила в обеих встречах — 1:3 во Флоренции и 0:1 в домашнем матче, когда Габриэль Батистута после скоростной контратаки точно пробил в дальний угол ворот хозяев. В итоге именно «Фиорентина» стала обладателем Кубка Италии.

#### 1996/97
Во втором сезоне за «Интер» Санетти действовал, в основном, в полузащите. «Чёрно-синие» финишировали на третьем месте в Серии A, вновь дошли до полуфинала Кубка Италии, а также до финала Кубка УЕФА. В чемпионате Санетти сыграл в 33 матчах из 34, в которых отметился тремя забитыми голами, причём они были забиты в первой половине сезона, и все в итоге становились победными для команды. 15 сентября гол Санетти в ворота «Перуджи» стал единственным в домашней игре 2 тура. В 7 туре 27 октября после того, как будущий второй призёр чемпионата «Парма» вышла вперёд благодаря голу Креспо уже на первой минуте, «Интер» сумел сравнять счёт через пять минут ударом головы Саморано, а вперёд хозяев вывел как раз Санетти — после розыгрыша штрафного в исполнении Джоркаеффа Хавьер точно пробил с линии штрафной площади; итоговый результат — победа «Интера» 3:1. В гостевой же игре 8 тура 3 ноября гол Санетти в ворота «Вероны» также оказался единственным в матче. Больше в Серии A сезона 1996/97 аргентинец не забивал. В Кубке Италии Санетти сыграл в пяти матчах. Его гол из-за пределов штрафной площади в ворота «Наполи» в ответном полуфинальном матче позволил команде сыграть вничью, а поскольку в первой игре также был зафиксирован счёт 1:1, дело дошло до серии пенальти, в которой сильнее были неаполитанцы (5:3). В Кубке УЕФА Санетти провёл все 12 сыгранных «Интером» матчей и дошёл до финала. «Интер» обменялся домашними победами с германским Шальке 04, а в серии пенальти значительно точнее были гельзенкирхенцы — 4:1.

#### 1997/98

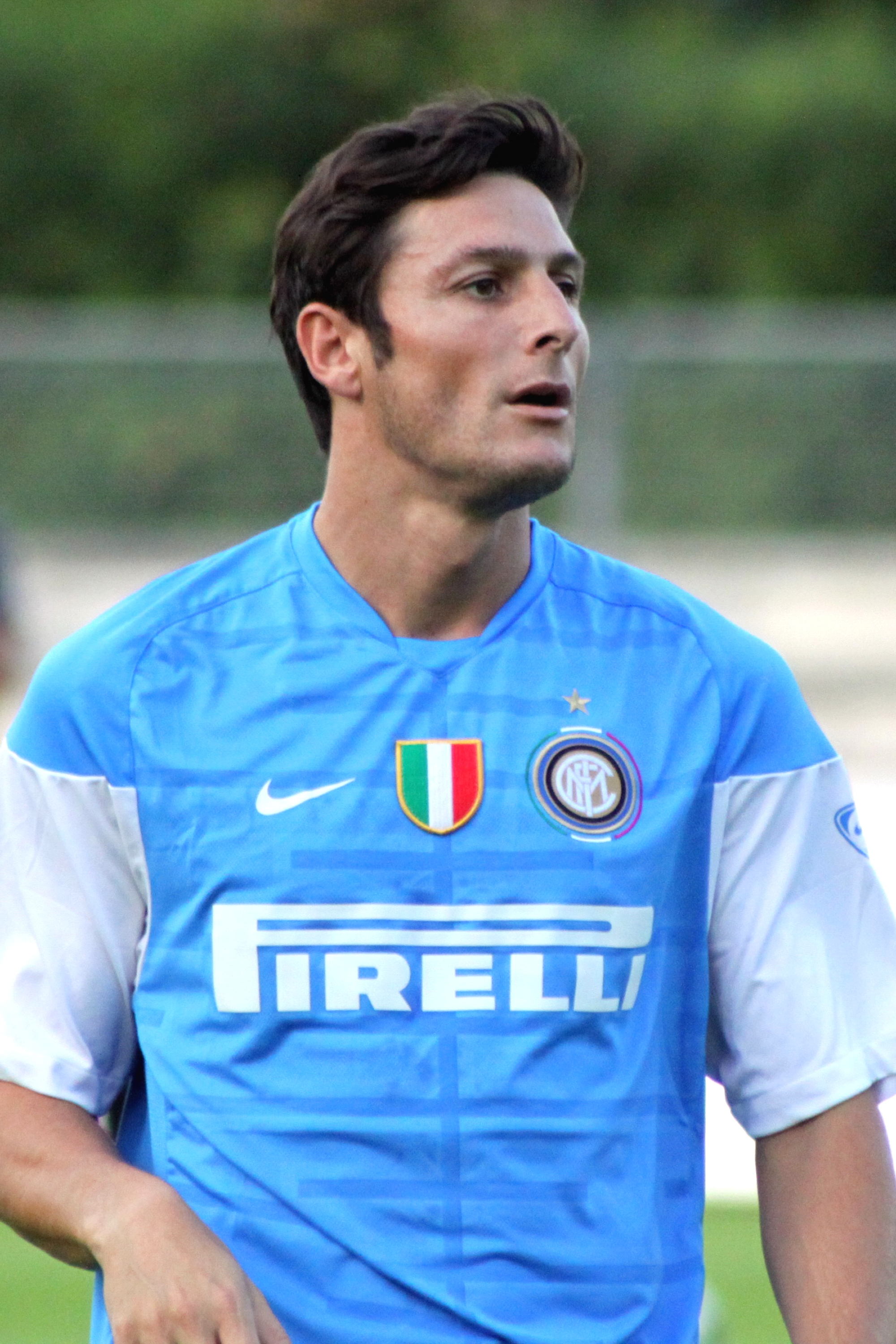
Санетти на тренировке

Перед началом следующего сезона «Интер» серьёзно укрепил свой состав — пришли такие игроки, как Роналдо, Альваро Рекоба, Тарибо Уэст, Диего Симеоне. Усиление конкуренции в линии полузащиты и атаки привело к тому, что Санетти в итоге оказался на левом фланге защиты и, несмотря на то, что аргентинец провёл «лишь» 28 матчей в Серии A, он остался игроком основы. Также Санетти сыграл 9 матчей в победной кампании Кубка УЕФА, в которых отметился двумя забитыми голами, и 4 матча Кубка Италии. По итогам чемпионата «Интер» занял второе место, улучшив свой прошлогодний показатель. 4 января после победы в личной встрече у «Ювентуса» со счётом 1:0 (гол забил Джоркаефф), «Интер» практически настиг своего главного конкурента, но финиш сезона получился скомканным — в 31 туре «Ювентус» взял реванш за счёт единственного гола Алессандро Дель Пьеро, в следующем туре «Интер» не смог дома обыграть «Пьяченцу» (0:0), а 10 мая и вовсе уступил в гостях «Бари» (1:2). Потеря этих семи очков не позволила «нерадзурри» праздновать итоговый успех, поскольку «Ювентус» набирал очки исправно и опередил своих конкурентов на 5 очков.
Думаю, этот мяч [в финале Кубка УЕФА 1997/98] входит в число двух моих самых запоминающихся голов. Это было особенное ощущение, ведь я выиграл свой первый крупный трофей в Италии. Другой мяч я забил в финальном этапе чемпионата мира 1998 года в ворота сборной Англии. Это была отработанная комбинация, по которой я выскакивал из стенки и наносил завершающий удар.
Куда более удачно сложилась кампания в Кубке УЕФА, которая увенчалась победой «Интернационале». В 1/32 финала был уверенно обыгран «Нёвшатель-Ксамакс» по сумме двух встреч 4:0, в 1/16 финала «Интер» не без проблем обыграл лионский «Олимпик» (после домашнего поражения 1:2 итальянцы победили в Лионе со счётом 3:1). 1/8 финала «Интер» вновь начал неудачно, проиграв в первом выездном матче «Страсбуру» — 0:2. В ответной игре на Джузеппе Меацца Роналдо открыл счёт на 27-й минуте, а через три минуты после перерыва гол Санетти выровнял ситуацию в двухматчевом противостоянии. Третий гол в игре на 73-й минуте забил Симеоне и «Интер» вышел в 1/4 финала, где обыграл своих прошлогодних обидчиков по финалу Кубка УЕФА «Шальке 04» (1:0 и 1:1). В полуфинале состоялось памятное для московского «Спартака» противостояние, когда на 12-й минуте ответного матча Андрей Тихонов выравнял ситуацию по итогам двух встреч и «Спартак» даже получил преимущество за счёт забитого гола на поле соперника. Но два гола Роналдо поставили крест на надеждах российских болельщиков и вывели «Интер» в четвёртый финал еврокубка за шесть лет. На этот раз победитель турнира определялся в единственном матче, состоявшемся на стадионе Парк де Пренс. «Интер» по счёту уверенно обыграл соотечественников из «Лацио» — его на 5-й минуте открыл Иван Саморано, однако долгое время шла равная упорная игра. На 60-й минуте Хавьер Санетти мощнейшим ударом с дальней дистанции послал мяч в дальний угол ворот Луки Маркеджани, что во многом и предопределило итоговую победу «чёрно-синих». Спустя много лет Санетти продолжал называть этот гол одним из важнейших и лучших в своей карьере. Итог подвёл гол Роналдо через 10 минут и «Интернационале» завоевал свой третий Кубок УЕФА за 7 лет. В Кубке Италии «Интер» дошёл до 1/4 финала, но там безнадёжно уступил своим принципиальным соперникам — в формально гостевой игре «Милан» выиграл 5:0, а «домашняя» победа 1:0 уже никак не могла помочь «Интеру» пройти дальше.

#### 1998/99
В 1999 году принял капитанскую повязку «Интера» из рук защитника Джузеппе Бергоми.

#### 2005/06

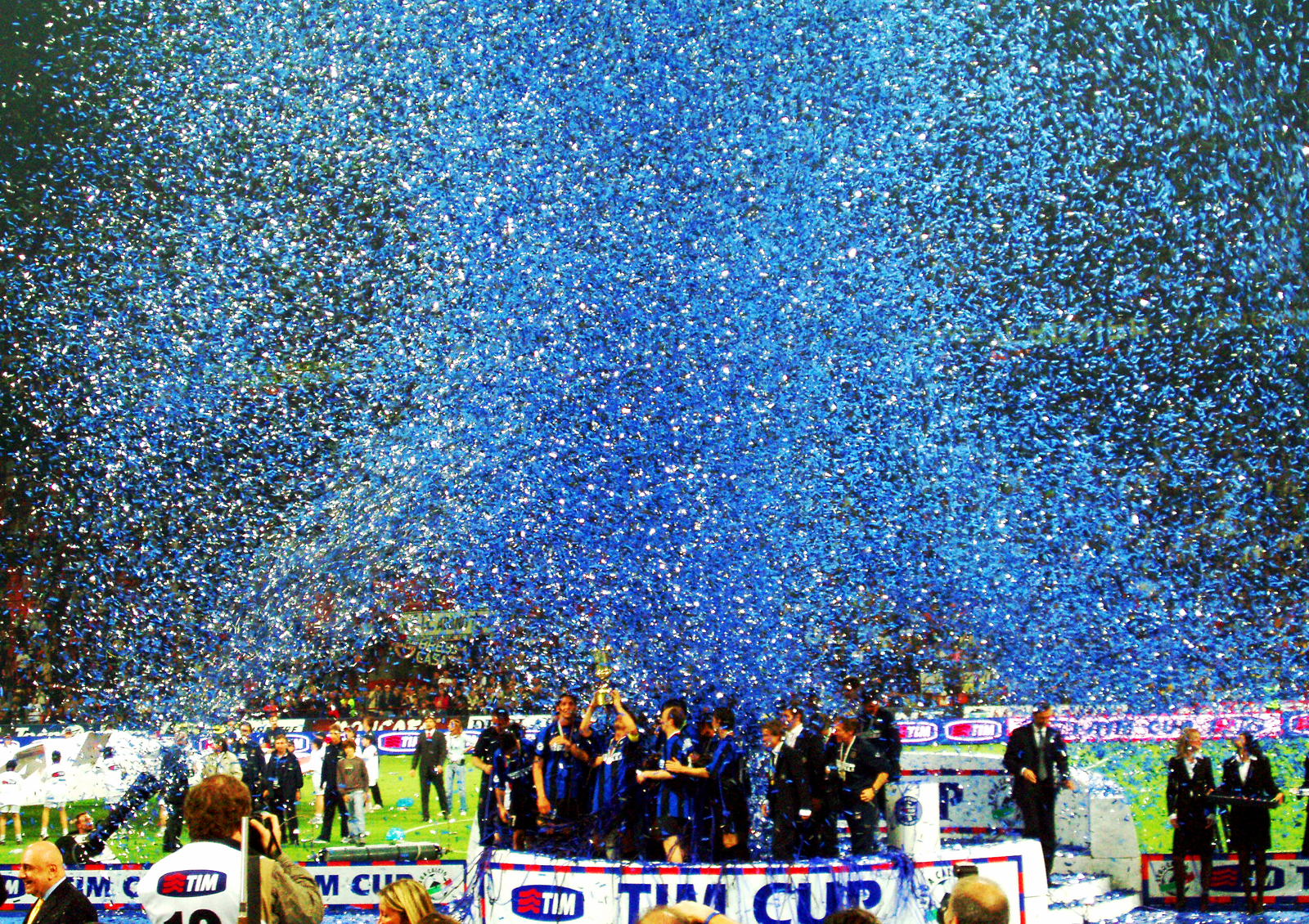
Санетти на правах капитана поднимает Кубок Италии, завоёванный «Интером» в 2006 году. В том сезоне «Интер» был также признан чемпионом Италии в результате лишения титула «Ювентуса» — впервые с 1989 года.

#### 2009/10
16 апреля 2010 года матч «Интер» — «Ювентус» (2:0) стал для Хавьера 500-м в Серии А. Он первым из иностранных футболистов преодолел данный рубеж. Санетти входит в десятку лидеров по количеству матчей за карьеру за всю истории Серии А.
22 мая 2010 года в победном для «Интера» финале Лиги Чемпионов 2009/10 против мюнхенской «Баварии» (2:0) Санетти в 700-й раз сыграл за «Интер» во всех турнирах. 36-летний Санетти был капитаном миланцев в этом матче и первым поднял над головой Кубок Чемпионов, выигранный «Интером» впервые за 45 лет.

#### 2010/2011
15 января 2011 года Санетти провёл 519-й матч в Серии А в составе «нерадзурри», догнав по этому показателю рекордсмена клуба Джузеппе Бергоми. В том же сезоне футболист сказал, что планирует завершить карьеру в «Интере»: «Не думаю, что вернусь в Аргентину. Я чувствую себя как дома здесь, ведь я выступаю за „Интер“ уже 16 лет. Этот клуб дал мне всё. Я капитан, а значит, несу большую ответственность. Я завершу карьеру в „Интере“. Моя семья счастлива здесь. Мои дети ходят в школу здесь, и после окончания карьеры я хочу проводить время с семьёй».

#### 2011/2012
3 декабря 2011 года в матче чемпионата Италии против «Удинезе» получил две жёлтые карточки: это удаление стало для Санетти первым в 551 матчах, сыгранных за «Интер» в Серии А.
7 января 2012 года в матче чемпионата Италии против «Пармы» Хавьер, осёкшись, отправил мяч в сетку собственных ворот, однако счет не был изменён, так как передача игрока «Пармы» шла на находившегося в офсайде партнера. Несмотря на то что этот казус мог обернуться автоголом, тифози «Интера» встретили эпизод аплодисментами и начали распевать песни в честь капитана.
Стал обладателем премии «За отличную репутацию в футболе» от серии А, которая вручается игрокам, которые благородно проявляли себя как на поле, так и за его пределами.

#### 2012/13
В сезоне 2012/13 Хавьер сыграл свой 600-й матч за «нерадзурри» и признался, что хочет побить рекорд Паоло Мальдини (на тот момент у него было 592 матча в чемпионате Италии, а достижение Мальдини — 647 проведённых встреч) по числу матчей, проведённых в серии А. Однако, в апреле 2013 года в игре против «Палермо» аргентинец получил одну из самых серьёзных травм в своей карьере — повреждение ахиллово сухожилия. Подобные травмы могут оставить футболиста вне игры на срок до восьми месяцев. После операции Хавьер Санетти заявил, что не собирается завершать карьеру, хотя ранее ходили слухи, что он может стать вице-президентом «Интера» после завершения сезона. Летом 2013 года капитан продлил контракт с клубом на один год.

#### 2013/14
10 ноября 2013 года Санетти вернулся на поле после 8-месячного перерыва, выйдя на замену в матче с «Ливорно». Под конец чемпионата владелец «Интера» Эрик Тохир объявил о том, что Санетти по окончании сезона войдет в состав менеджмента клуба. 10 мая 2014 года Санетти провел последний домашний матч (против «Лацио» — 4:1) за миланскую команду с уникальной капитанской повязкой — на ней были нанесены фамилии всех игроков, с которыми Дзанетти выходил на поле в футболке «Интера».
7 июня 2014 года было объявлено, что с 1 июля Санетти станет вице-президентом «Интера».

### Сборная Аргентины

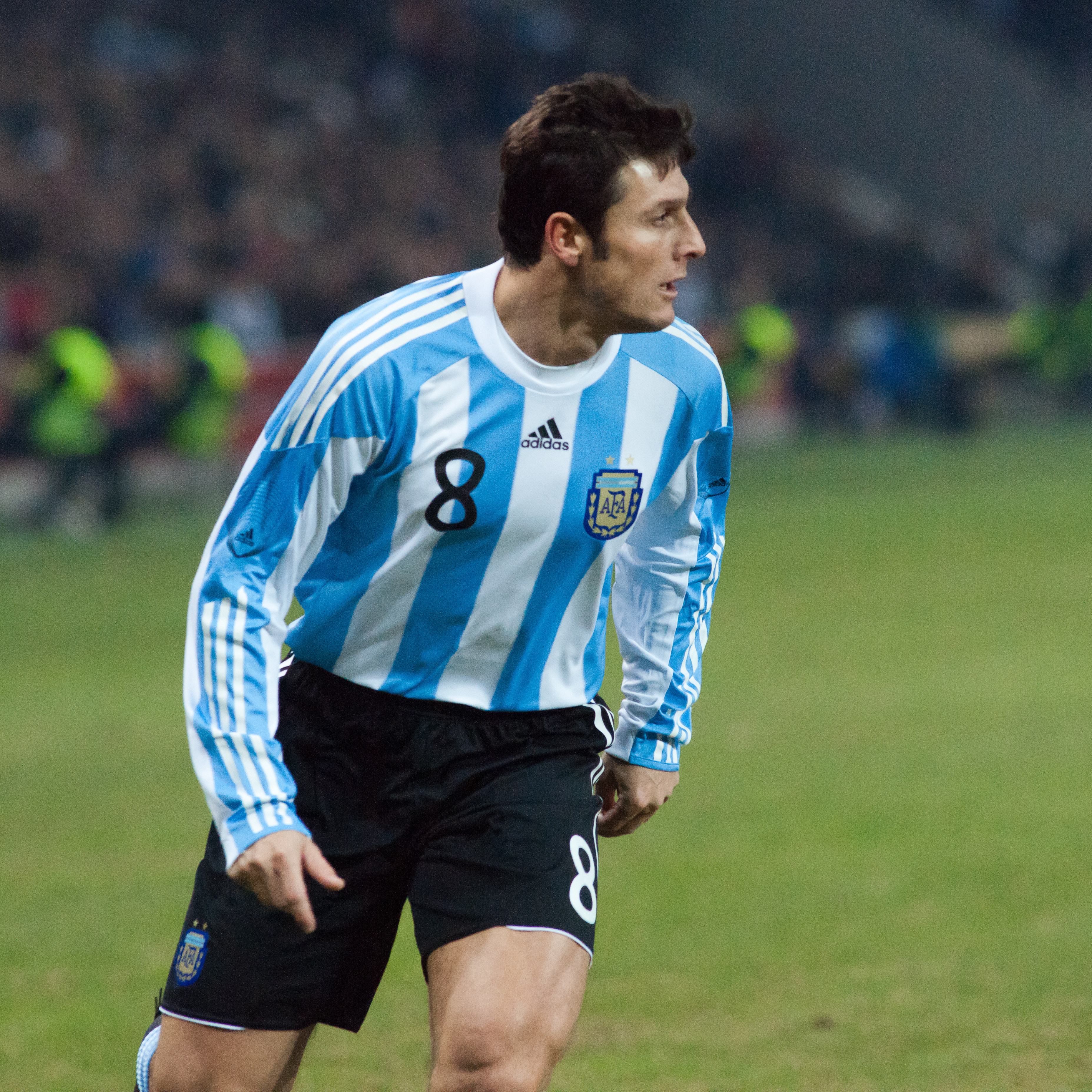
Санетти в составе сборной Аргентины 9 февраля 2011 года

Дебютировал в национальной команде 24 ноября 1994 года в матче против сборной Чили в возрасте 21 года.
17 ноября 2007 года в матче против сборной Боливии вышел на поле в составе сборной Аргентины в 116-й раз, побив рекорд многолетнего партнёра по сборной Роберто Айялы.

### Личная жизнь
Хавьер женат, супругу зовут Паула Санетти. У пары трое детей. 9 мая 2012 года родился младший сын Хавьера — Томас.
Старший брат Хавьера, Серхио Санетти (род. в 1967), также был футболистом и также выступал на позиции защитника. Хотя Серхио и не добился той известности, которой достиг младший брат, он был довольно известным игроком и провёл в высшем дивизионе чемпионата Аргентины 468 матчей. Большая часть карьеры Серхио Санетти прошла в командах «Депортиво Эспаньол» (1988—1995) и «Расинг» (Авельянеда). С 2006 года Серхио тренирует юношеские и молодёжные составы итальянских команд («Про Сесто», «Монца», «Про Патрия», «Комо»). В 2011 году братья воссоединились в миланском «Интере», где Серхио Санетти стал тренером младшей возрастной группы «беретти» примаверы.
Санетти часто вспоминает о матери: «Воспоминания о матери? Когда мы выиграли Кубок Италии, она написала мне сообщение: „ Сын, поздравляю. Я очень рада за тебя. Я люблю тебя“. Вечеринка в Милане закончилась поздно ночью и я решил позвонить ей попозже, но оказалось, что у меня больше не будет возможности поговорить с ней, так как она скончалась во сне»

## Достижения

### Командные
«Интер»
- Обладатель Кубка УЕФА: 1997/98
- Обладатель Кубка Италии (4): 2004/05, 2005/06, 2009/10, 2010/11
- Обладатель Суперкубка Италии (4): 2005, 2006, 2008, 2010
- Чемпион Италии (5): 2005/06, 2006/07, 2007/08, 2008/09, 2009/10
- Победитель Лиги чемпионов УЕФА: 2009/10
- Победитель Клубного чемпионата мира по футболу: 2010

Сборная Аргентины
- Финалист Кубка конфедераций (2): 1995, 2005
- Победитель Панамериканских игр: 1995 (Мар-дель-Плата)
- Серебряный призёр Олимпийских игр: 1996 (Атланта)
- Финалист Кубка Америки (2): 2004, 2007

### Личные
- Лауреат премии Гаэтано Ширеа: 2010[42]
- Входит в список ФИФА 100
- Golden Foot: 2011 (в номинации «Легенды футбола»)
- Международная премия Джачинто Факкетти: 2012
- Премия Globe Soccer Awards за выдающуюся карьеру: 2016
- Введен в зал славы футбольного клуба «Интернационале»
- Введён в Зал славы итальянского футбола: 2018

## Статистика выступлений
Данные взяты со статистических сайтов national-football-teams.com и RSSSF и inter.it
По состоянию на 21 апреля 2013.

### Клубная карьера
| Клуб                      | Сезон                     | Чемпионат | Чемпионат | Кубок страны | Кубок страны | Лига чемпионов | Лига чемпионов | Лига Европы1 | Лига Европы1 | Суперкубок Италии | Суперкубок Италии | Другие турниры2 | Другие турниры2 | Итого | Итого |
| Клуб                      | Сезон                     | Игры      | Голы      | Игры         | Голы         | Игры           | Голы           | Игры         | Голы         | Игры              | Голы              | Игры            | Голы            | Игры  | Голы  |
| ------------------------- | ------------------------- | --------- | --------- | ------------ | ------------ | -------------- | -------------- | ------------ | ------------ | ----------------- | ----------------- | --------------- | --------------- | ----- | ----- |
| Тальерес                  | 1992/93                   | 33        | 1         | —            | —            | —              | —              | —            | —            | —                 | —                 | —               | —               | 33    | 1     |
| Банфилд                   | 1993/94                   | 37        | 1         | —            | —            | —              | —              | —            | —            | —                 | —                 | —               | —               | 37    | 1     |
| Банфилд                   | 1994/95                   | 29        | 3         | —            | —            | —              | —              | —            | —            | —                 | —                 | —               | —               | 29    | 3     |
| Всего за «Банфилд»        | Всего за «Банфилд»        | 66        | 4         | 0            | 0            | 0              | 0              | 0            | 0            | 0                 | 0                 | 0               | 0               | 66    | 4     |
| Интернационале            | 1995/96                   | 32        | 2         | 5            | 0            | —              | —              | 2            | 0            | —                 | —                 | —               | —               | 39    | 2     |
| Интернационале            | 1996/97                   | 33        | 3         | 5            | 1            | —              | —              | 12           | 0            | —                 | —                 | —               | —               | 50    | 4     |
| Интернационале            | 1997/98                   | 28        | 0         | 4            | 0            | —              | —              | 9            | 2            | —                 | —                 | —               | —               | 41    | 2     |
| Интернационале            | 1998/99                   | 34+23     | 3+03      | 5            | 0            | 9              | 1              | —            | —            | —                 | —                 | —               | —               | 50    | 4     |
| Интернационале            | 1999/00                   | 34+14     | 1+04      | 8            | 1            | —              | —              | —            | —            | —                 | —                 | —               | —               | 43    | 2     |
| Интернационале            | 2000/01                   | 29        | 0         | 1            | 0            | —              | —              | 4            | 0            | —                 | —                 | —               | —               | 34    | 0     |
| Интернационале            | 2001/02                   | 33        | 0         | 1            | 1            | —              | —              | 10           | 1            | —                 | —                 | —               | —               | 44    | 2     |
| Интернационале            | 2002/03                   | 34        | 1         | 1            | 0            | 18             | 0              | —            | —            | —                 | —                 | —               | —               | 53    | 1     |
| Интернационале            | 2003/04                   | 34        | 0         | 5            | 0            | 6              | 0              | 6            | 0            | —                 | —                 | —               | —               | 51    | 0     |
| Интернационале            | 2004/05                   | 35        | 0         | 3            | 0            | 11             | 0              | —            | —            | —                 | —                 | —               | —               | 49    | 0     |
| Интернационале            | 2005/06                   | 25        | 0         | 5            | 0            | 8              | 0              | —            | —            | 1                 | 0                 | —               | —               | 39    | 0     |
| Интернационале            | 2006/07                   | 37        | 1         | 4            | 0            | 8              | 0              | —            | —            | 1                 | 0                 | —               | —               | 50    | 1     |
| Интернационале            | 2007/08                   | 38        | 1         | 4            | 0            | 8              | 0              | —            | —            | 1                 | 0                 | —               | —               | 51    | 1     |
| Интернационале            | 2008/09                   | 38        | 0         | 4            | 0            | 8              | 0              | —            | —            | 1                 | 0                 | —               | —               | 51    | 0     |
| Интернационале            | 2009/10                   | 37        | 0         | 4            | 0            | 13             | 0              | —            | —            | 1                 | 0                 | —               | —               | 55    | 0     |
| Интернационале            | 2010/11                   | 35        | 0         | 5            | 0            | 8              | 1              | —            | —            | 1                 | 0                 | 3               | 1               | 52    | 2     |
| Интернационале            | 2011/12                   | 34        | 0         | 2            | 0            | 8              | 0              | —            | —            | 1                 | 0                 | —               | —               | 45    | 0     |
| Интернационале            | 2012/13                   | 32        | 0         | 3            | 0            | —              | —              | 11           | 0            | —                 | —                 | —               | —               | 46    | 0     |
| Интернационале            | 2013/14                   | 12        | 0         | 1            | 0            | —              | —              | -            | -            | —                 | —                 | —               | —               | 13    | 0     |
| Всего за «Интернационале» | Всего за «Интернационале» | 615+3     | 12+0      | 71           | 3            | 105            | 2              | 54           | 3            | 7                 | 0                 | 3               | 1               | 858   | 21    |
| Всего за карьеру          | Всего за карьеру          | 714+3     | 17+0      | 71           | 3            | 105            | 2              | 54           | 3            | 7                 | 0                 | 3               | 1               | 957   | 26    |

Примечание 1: До 2009 года турнир назывался Кубок УЕФА.
Примечание 2: Под «другими турнирами» в данном случае понимаются Суперкубок УЕФА (1+0) и Клубный чемпионат мира (2+1).
Примечание 3: Стыковые матчи против «Болоньи» за право участия в следующем розыгрыше Кубка УЕФА.
Примечание 4: Матч за 4-е место в чемпионате Италии (против «Пармы»).

### Карьера в сборной
| Год   | Игры | Голы |
| ----- | ---- | ---- |
| 1994  | 3    | 0    |
| 1995  | 15   | 1    |
| 1996  | 6    | 0    |
| 1997  | 4    | 0    |
| 1998  | 9    | 2    |
| 1999  | 11   | 0    |
| 2000  | 7    | 0    |
| 2001  | 9    | 0    |
| 2002  | 6    | 0    |
| 2003  | 8    | 1    |
| 2004  | 14   | 1    |
| 2005  | 10   | 0    |
| 2006  | 0    | 0    |
| 2007  | 15   | 0    |
| 2008  | 11   | 0    |
| 2009  | 8    | 0    |
| 2010  | 1    | 0    |
| 2011  | 7    | 0    |
| Всего | 145  | 5    |

### Статистика по турнирам
- Серия A : 615 игр, 12 голов
- Кубок Италии : 70 игр, 3 гола
- Суперкубок Италии : 7 игр
- Лига чемпионов УЕФА : 105 игр, 2 гола
- Кубок УЕФА : 43 игр, 3 гола
- Чемпионат мира по футболу : 8 игр, 1 гол
- Кубок конфедераций : 8 игр
- Кубок Америки : 18 игр
- Клубный чемпионат мира : 2 игры, 1 гол